# Fedir Szczerbyna
Fedir Andrijowycz Szczerbyna, ukr. Федір Андрійович Щербина, (ur. 13 lutego 1849 w Stanicy Nowoderewiankiwskiej na Kubaniu, zm. 28 listopada 1936 w Pradze) – ukraiński działacz społeczny, ekonomista, socjolog, historyk Kubania. Deputowany do II Dumy (1907).
Od 1904 członek korespondent Petersburskiej Akademii Nauk. Był w latach 1922–1936 profesorem statystyki na Ukraińskim Wolnym Uniwersytecie w Pradze oraz rektorem Uniwersytetu w latach 1924–1925. Wykładał również od 1922 na Ukraińskiej Akademii Gospodarczej w Poděbradach. Od 1924 członek Towarzystwa Naukowego im. Szewczenki.